# Tsiningia
Tsiningia est une commune urbaine malgache située dans la partie ouest de la région de Sofia.